# Humberto Tomasina
Humberto Tomasina (12 de setembre de 1898 - 12 de juny de 1981) fou un futbolista internacional uruguaià, medallista olímpic el 1924.

## Biografia
Tomasina va jugar professionalment al Liverpool Fútbol Club de Montevideo i també al Campionat Sud-americà de 1923.
Encara com a jugador del Liverpool, també va participar en els Jocs Olímpics d'estiu de 1924, on la selecció de futbol de l'Uruguai va guanyar la medalla d'or. Tomasina va jugar en dos partits - contra Iugoslàvia i contra els Estats Units.
El seu primer partit amb la samarreta blau cel va ser el 26 de maig de 1924 i l'últim el 19 d'agost de 1928, jugant un total de 5 partits.